# Bourret
 Bourret  es una población y comuna francesa, en la región de Mediodía-Pirineos, departamento de Tarn y Garona, en el distrito de Montauban y cantón de Verdun-sur-Garonne.

## Demografía
| 623 | 572 | 585 | 570 | 571 | 556 |
| Para los censos de 1962 a 1999 la población legal corresponde a la población sin duplicidades (Fuente: INSEE [Consultar]) |     |     |     |     |     |